# 末代殭屍
《末代殭屍》是一部2025年於中國大陸製作的奇幻短片，由游智傑執導與編劇，融合都市傳說、偽紀錄片與黑色幽默元素。影片以一位清朝殭屍與現代年輕導演的相遇為主軸，探索記憶、歷史與身份的迷思。由陳友、張本煜和鍾林煜主演。

## 劇情大綱
本片講述一名為拍攝畢業作品而追尋都市傳說的年輕導演阿傑，意外發現並接觸到一位自稱活了兩百多年的清朝殭屍——老李。隨著拍攝進行，兩人在鏡頭前展開荒謬又真摯的交流，揭露出殭屍對時代流變的無聲見證與個人內在的孤寂。最終，阿傑決定為這位「歷史遺物」舉辦一場象徵性的告別儀式。

## 製作

### 拍攝
拍攝作業於2025年6月10日在北京正式開機，並於6月12日完成拍攝。

## 相關連結
- 沉默老兵電影有限公司發布有關《末代殭屍》演員徵選資訊

## 外部連結
- 末代殭屍的Facebook專頁
- 末代殭屍的Instagram帳戶
- YouTube上的末代殭屍頻道